# Виа Джулия

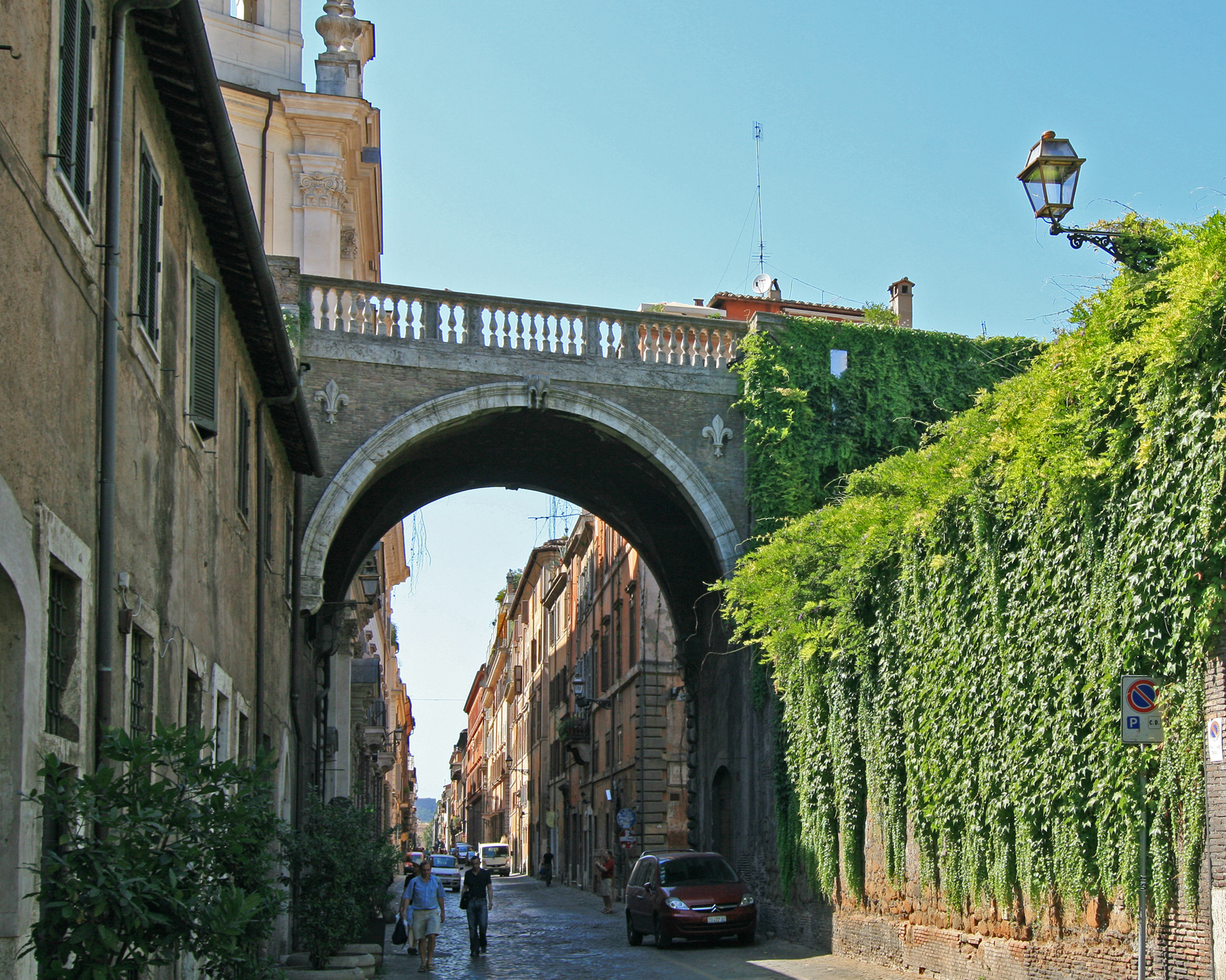
Арка Фарнезе на Виа Джулия

Виа Джулия (итал. Via Giulia) — улица длиной около 1,5 км в историческом центре Рима. Большая часть улицы находится в районе Регола, и лишь северная часть расположена в районе Понте.

## История

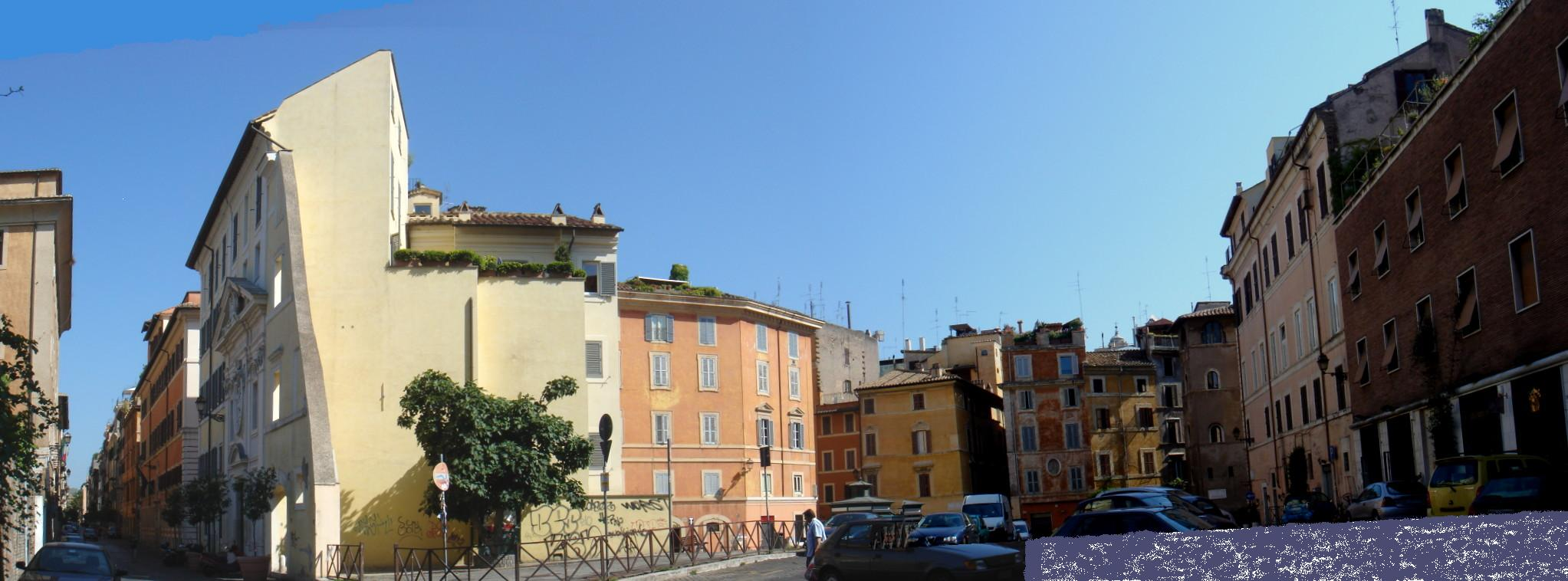
Виа Джулия и виколо делла Моретта

Виа Джулия была построена Браманте в XVI веке по заказу папы Юлия II и была названа в честь заказчика. Улица протянулась от моста Систо, единственного моста через Тибр, построенного после падения Римской империи и до XIX века, до церкви Сан-Джованни-деи-Фиорентини. Представляла собой элегантную улицу, на которой стали возникать дворцы и дома, в том числе для диаспоры флорентийцев.
После смерти Юлия II на улице стали строить в основном скромные частные дома с садами позади и, зачастую, с магазинами в фасаде. В 1540-х годах возникла идея построить мост, который связал бы строящийся тогда палаццо Фарнезе с находящейся на противоположном берегу Тибра виллой Фарнезина, принадлежавшей той же семье. Однако этому амбициозному проекту не суждено было воплотиться в жизнь. О нём напоминает лишь элегантная арка через виа Джулия.

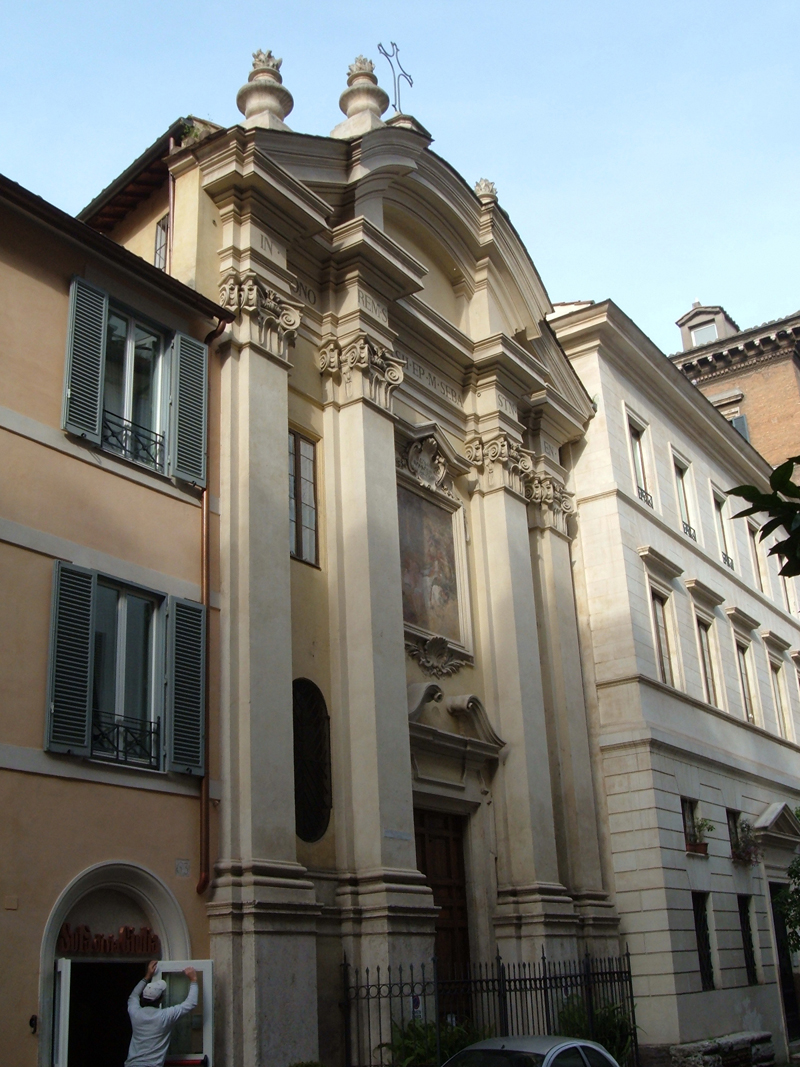
San Biagio degli Armeni

Сегодня виа Джулия известна своими антикварными магазинами.

## Сооружения на виа Джулия и в окрестностях

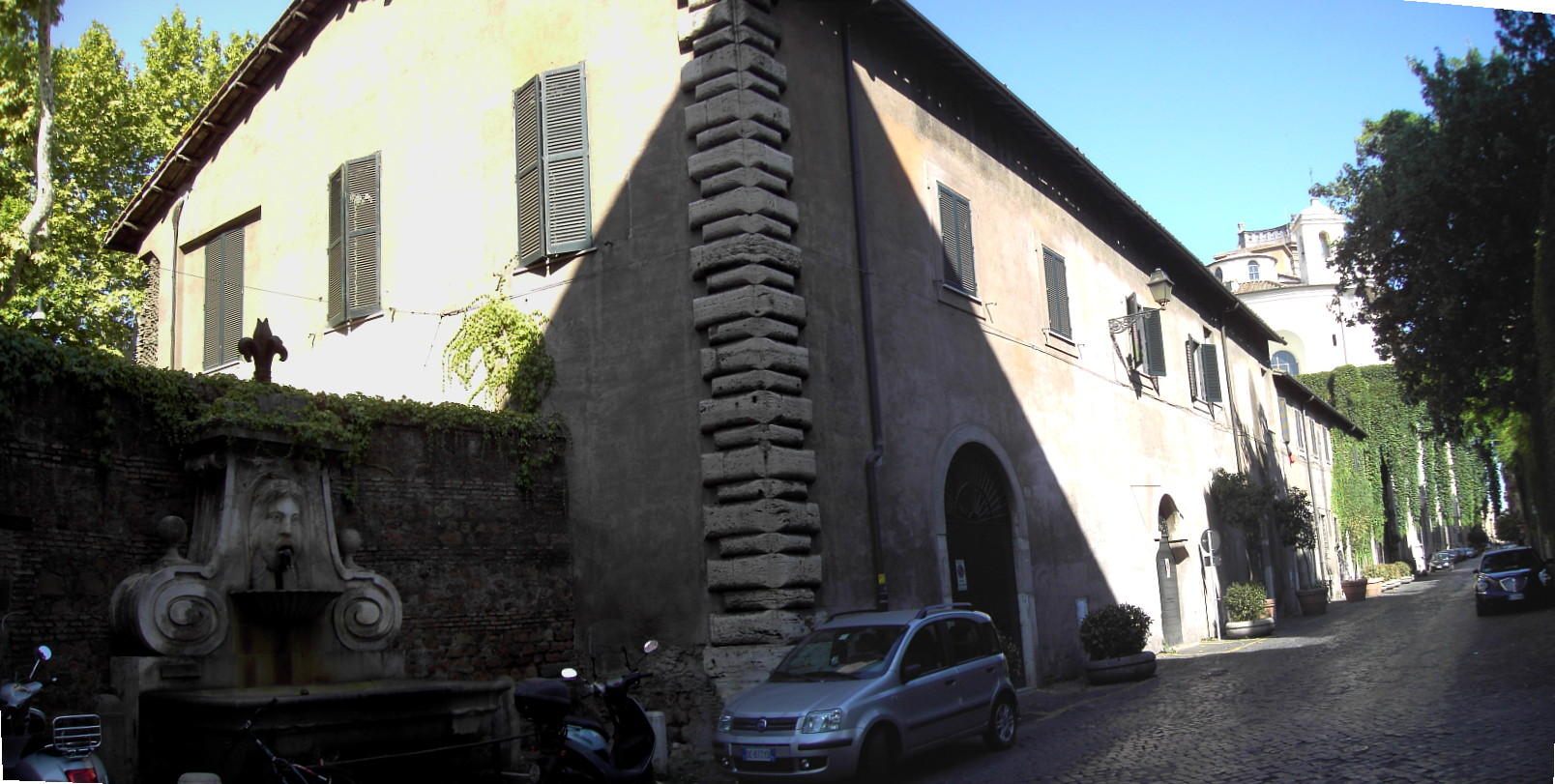
Виа Джулия и фонтан Маскероне

Церкви:

- Spirito Santo dei Napoletani
- Санта-Мария-дель-Орационе-э-Морте
- Santa Caterina da Siena
- Сант-Элиджо-дельи-Орефичи
- San Filippo Neri
- Santa Maria del Suffragio
- San Biagio degli Armeni
- Сан-Джованни-деи-Фиорентини

Дворцы:

- Палаццо Спада и Галерея Спада
- Палаццо Фарнезе
- Palazzo Falconeri
- Palazzo Cisterna
- Palazzo Varese
- Palazzo Ricci
- Palazzo del Collegio Spagnolo
- Palazzo Donarelli
- Palazzo Sacchetti
- Palazzo Medici Clarelli